# Amelia Burr
Amelia Josephine Burr (Nova Iorque, 9 de novembro de 1878 — 15 de junho de 1968) foi uma escritora e poetisa estadunidense.
- Wikiquote